# Линчук, Марина
Марина Линчук (бел. Марына Лінчук; 4 сентября 1987, Минск) — белорусская топ-модель.

## Биография
Марина Линчук начала карьеру в родном городе Минске, позже переехала в Москву, где была зачислена в модельное агентство IQ Models. Значимым событием для модели стала фотосессия у знаменитого фотографа Стивена Мейзела, после которой на неё обратили внимание и предложили сотрудничество такие известные бренды, как Versace, Donna Karan, Christian Dior, Gap, Kenneth Cole, Escada, Dolce & Gabbana, Max Mara, DSquared2 и многие другие.
В дальнейшем неоднократно работала на подиуме для домов моды, среди которых Givenchy, Gucci, Michael Kors, Christian Lacroix, Alexander McQueen, Dolce & Gabbana, Paul Smith, Versace, Christian Dior, John Galliano, Marc Jacobs, Ralph Lauren, Valentino, Chanel, Fendi, Louis Vuitton, Yves Saint Laurent, Roberto Cavalli, Tommy Hilfiger.
Появлялась на обложках российской, итальянской, японской, турецкой, немецкой, мексиканской, испанской и португальской версий журнала Vogue, а также позировала для Harper's Bazaar, Numéro, Glamour и ELLE.
В 2008 году представляла парфюм «Moon Sparkle fragrance» фирмы Escada, а в 2009 была приглашена для съёмок рекламы нового аромата от Dior «Miss Dior Chérie». Режиссёром рекламного клипа выступила София Коппола.
В 2009 году французский Vogue назвал Марину в числе тридцати самых успешных моделей 2000-х годах наряду с Жизель Бюндхен, Натальей Водяновой, Анной Селезнёвой, Лили Коул и другими.
В 2011 году была признана Моделью года по версии Glamour Russia.
Принимала участие в показе Victoria’s Secret fashion show в 2008, 2009, 2010, 2011, 2013 годах.